# Mąkolin (gmina)
Mąkolin (od 1946 Bodzanów) – dawna gmina wiejska istniejąca do 1946 roku w woj. warszawskim. Siedzibą gminy był Mąkolin.
Za Królestwa Polskiego gmina należała do powiatu płockiego w guberni płockiej. 13 stycznia 1870 do gminy przyłączono pozbawiony praw miejskich Bodzanów.
W okresie międzywojennym gmina Mąkolin należała do powiatu płockiego w woj. warszawskim.
Po wojnie gmina zachowała przynależność administracyjną. 30 sierpnia 1946 roku gmina została zniesiona, po czym z jej obszaru utworzono nową gminę Bodzanów z siedzibą w Bodzanowie.